# هلموت ويلهلم
هلموت ويلهلم (بالألمانية: Hellmut Wilhelm)‏ هو أستاذ جامعي ألماني وصيني وأمريكي، ولد في 10 ديسمبر 1905 في تشينغداو في الصين، وتوفي في 5 يوليو 1990 في سياتل في الولايات المتحدة.